# Robert Kohnen
Robert Kohnen (* 2. Juni 1932 in Sankt Vith; † 26. Dezember 2019 in Dilbeek) war ein belgischer Cembalist und Organist.

## Leben
Robert Kohnen studierte Orgel am Lemmensinstitut, damals noch in Mechelen beheimatet und am Königlichen Konservatorium Brüssel. Als Cembalist war er Autodidakt. Zu Beginn seiner Laufbahn war er von 1960 bis 1971 Pianist in dem durch Pierre Bartholomée gegründeten Ensemble „Musiques Nouvelles“, zu dem auch der Komponist Henri Pousseur gehörte. Zahlreiche Auftritte führten ihn durch alle Länder Europas, den USA, Kanada, Israel, der Türkei und Japan.
1954 war Kohnen Mitbegründer des Alarius Ensembles mit Janine Rubinlicht und Wieland Kuijken. Das Ensemble hatte in Belgien ab dem Ende 1968 eine Schlüsselfunktion bei der Erforschung und Bekanntmachung der Historischen Aufführungspraxis, der damals neuen „Manie“, Alte Musik zu interpretieren.
Mit den Brüdern Kuijken und vielen anderen (Gustav Leonhardt, Frans Brüggen, Anner Bylsma, Lucy van Dael, Ryo Terakado, René Jacobs, Paul Dombrecht, Roel Dieltiens und dem Fagottisten Danny Bond) der belgisch-niederländischen Alte-Musik-Bewegung gab er viele Konzerte und machte mehr als 50 Tonträgeraufnahmen. 
Über lange Jahre war er der Continuo-Cembalist des Ensembles La Petite Bande unter Sigiswald Kuijken und dem Ensemble „Il Fondamento“ unter Paul Dombrecht. Auch in verschiedenen Kammermusikformationen trat er regelmäßig mit den Brüdern Kuijken auf.
Bis 1997 war Robert Kohnen Professor für Cembalo an den Königlichen Konservatorien von Brüssel und Mons, darüber hinaus gab er zahlreiche Meisterkurse in Belgien, Deutschland, Frankreich, Italien, den USA und Kanada.
Seine solistischen CD-Einspielungen umfassen Werke von J.S. Bach, J.J. Fux, F. Couperin, J.Ph. Rameau und J. Haydn.